# 세페우스자리 베타형 변광성
세페우스자리 베타형 변광성은 항성 표면이 수축하고 팽창하기 때문에 밝기가 변하는 변광성이다. 항성은 가장 크게 쭈그러들었을 때 보통 가장 밝아진다. 일반적으로 세페우스자리 베타형 변광성은 0.1 ~ 0.6 일을 주기로 0.01 ~ 0.3 등급의 밝기 변화를 보인다. 이런 별들은 질량이 태양의 7 ~ 20 배 사이인 주계열성이다.
세페우스자리 베타형 변광성의 맥동현상은 카파 기구에 의해 작동한다.
이 변광성의 대표격 별인 세페우스자리 베타는 약 4.57 시간을 주기로 밝기가 +3.16 ~ +3.27 사이에서 오르내린다.
이들은 세페이드 변광성과는 다르니 주의해야 한다. 세페이드 변광성의 대표별은 세페우스자리 델타이다.

## 참고 자료
- Moskalik P., Dziembowski W.A., 1992, "New opacities and the origin of the Beta Cephei pulsation", Astronomy & Astrophysics, 256, L5
- Samus N.N., Durlevich O.V., et al. Combined General Catalog of Variable Stars (GCVS4.2, 2004 Ed.)
- Stankov A., Handler G., 2005, "Catalog of Galactic Beta Cephei Stars", Astrophysical Journal Supplement, 158, 193